# Brazilichthys macrognathus
Brazilichthys macrognathus è un pesce osseo estinto, appartenente agli attinotterigi. Visse nel Permiano inferiore (circa 280 - 173 milioni di anni fa) e i suoi resti fossili sono stati ritrovati in Sudamerica.

## Descrizione
Questo pesce doveva essere di grosse dimensioni, e poteva superare facilmente il mezzo metro di lunghezza; il solo cranio era lungo circa 10 centimetri. Possedeva un corpo slanciato, con una grande testa dalla bocca ampia. Erano presenti due file di denti: una esterna, costituita da piccoli elementi aguzzi e ravvicinati, e una interna, costituita da denti simili a zanne, enormi e distanziati. Il muso era estremamente corto e le orbite erano grandi; la mandibola, molto robusta, era leggermente incurvata all'insù nella parte terminale. La premascella era di dimensioni ridotte, mentre l'osso mascellare era notevolmente robusto; la parte posteriore all'orbita del mascellare era più lunga di quella anteriore all'orbita. Brazilichthys era privo di un ramo posteriore del dermosfenotico, e l'iomandibola era dotata di un processo opercolare; queste caratteristiche lo denotano come un attinotterigio basale.

## Classificazione
Inizialmente ritenuto un parente del successivo Birgeria a causa delle somiglianze superficiali, Brazilichthys è stato in seguito considerato un rappresentante arcaico degli attinotterigi, comunque di un grado evolutivo successivo rispetto alle forme del Devoniano come Moythomasia e Cheirolepis. Brazilichthys macrognathus venne descritto per la prima volta nel 1991, sulla base di un cranio fossile incompleto conservatosi in tre dimensioni ritrovato nella formazione Pedra de Fogo in Brasile (Maranhão). Nella stessa formazione geologica sono stati ritrovati i resti parziali del più grande anfibio conosciuto, Prionosuchus. 